# 4914 Pardina
4914 Pardina è un asteroide della fascia principale. Scoperto nel 1969, presenta un'orbita caratterizzata da un semiasse maggiore pari a 2,6247328 UA e da un'eccentricità di 0,1589476, inclinata di 12,54906° rispetto all'eclittica.
L'asteroide è dedicato a Elsa Gutierrez Rodriguez-Pardina, astronoma argentina.